# El Chical
El Chical ist eine Ortschaft und eine Parroquia rural („ländliches Kirchspiel“) im Kanton Tulcán der ecuadorianischen Provinz Carchi. Die Parroquia besitzt eine Fläche von 442,14 km². Die Einwohnerzahl lag im Jahr 2010 bei 3437.

## Lage
Die Parroquia El Chical liegt in den Anden im äußersten Norden von Ecuador an der kolumbianischen Grenze. Das Gebiet liegt in Höhen zwischen 900 m und 1300 m. Der etwa 1180 m hoch gelegene Hauptort befindet sich am Grenzfluss Río San Juan 53 km westnordwestlich der Provinzhauptstadt Tulcán.
Die Parroquia El Chical grenzt im Norden und im Nordosten an Kolumbien, im Südosten an die Parroquia Maldonado, im Süden an die Parroquias El Goaltal (Kanton Espejo) und Jacinto Jijón y Caamaño (Kanton Mira) sowie im Westen an die Parroquia Tobar Donoso.

## Orte und Siedlungen
In der Parroquia gibt es 13 Comunidades, von denen 9 Teil der "Federación de Centros AWA del Ecuador" sind.

## Geschichte
Die Parroquia El Chical wurde am 24. April 1991 gegründet.